# بونگ جون-هو
این یک نام کره‌ای است؛ نام خانوادگی بونگ است.
بونگ جون-هو ((کره‌ای: 봉준호؛ زادهٔ ۱۴ سپتامبر ۱۹۶۹) کارگردان و فیلم‌نامه‌نویس اهل کرهٔ جنوبی است. او نویسنده و کارگردان فیلم‌های انگل و خاطرات قتل (بر اساس داستان واقعی قتل‌های زنجیره‌ای هواسئونگ)، میزبان و فیلم علمی تخیلی برف‌شکن است. او چهار جایزهٔ اسکار برای فیلم انگل (۲۰۱۹) دریافت کرد. این فیلم در بخش اصلی جشنواره فیلم کن ۲۰۱۹ حضور داشت و برنده نخل طلای بهترین فیلم شد.

## زندگی حرفه‌ای

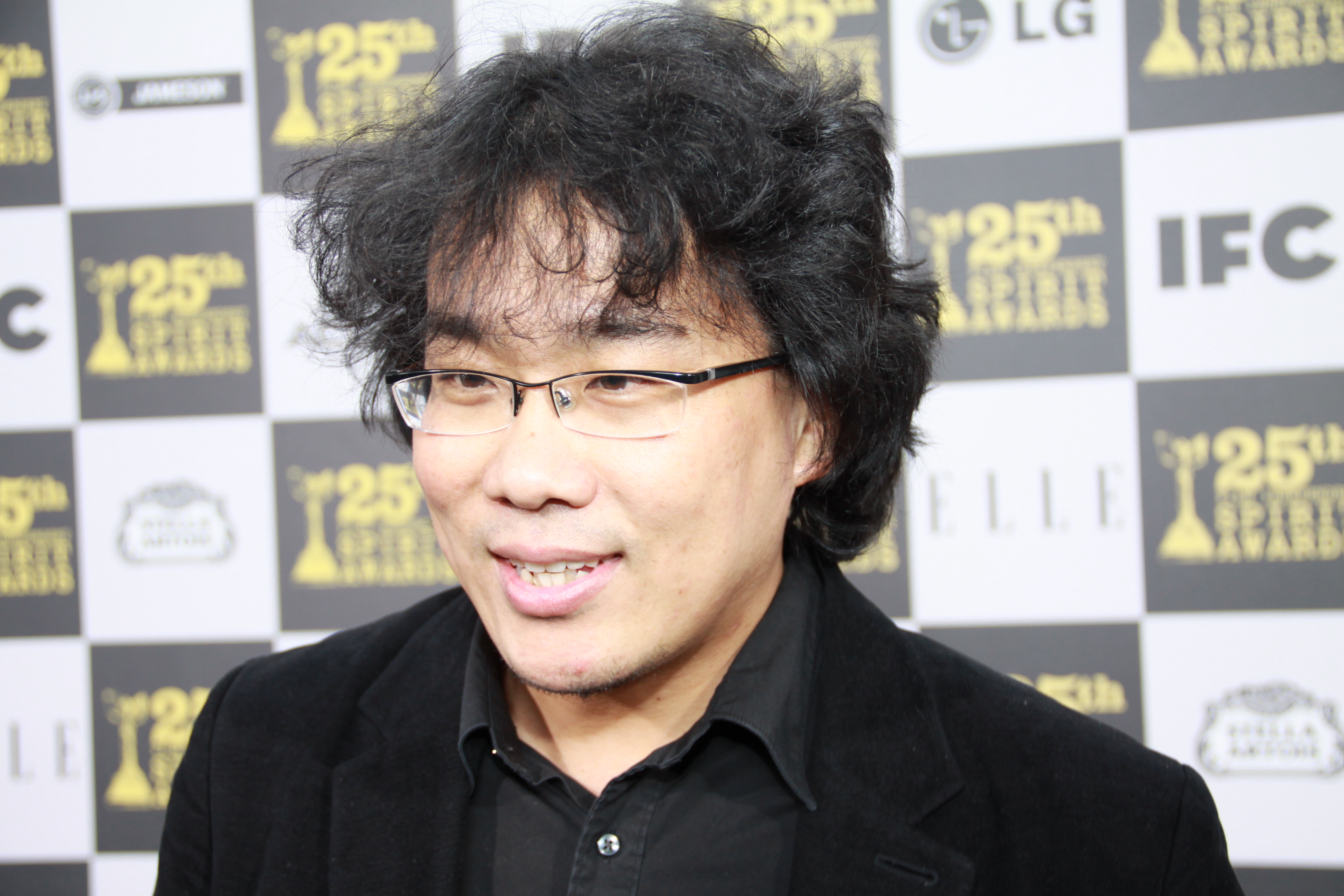
بونگ جون هو در سال ۲۰۱۰

بونگ جون هو متولد سپتامبر ۱۹۶۹ در کره جنوبی فیلمنامه‌نویس و کارگردان است. دو فیلم او یکی میزبان (The Host) محصول ۲۰۰۶ و دیگری برف‌شکن (snowpiercer) محصول ۲۰۱۳ هر دو موفق شدند تبدیل به پرفروش‌ترین فیلم‌های تاریخ سینمای کره جنوبی شوند. سال ۲۰۱۷ در سایت متاکریتیک بونگ جون هو رتبه سیزدهم را میان ۲۵ کارگردانی آورد که جزو بهترین کارگردانان قرن بیست و یکم از سوی منتقدان معرفی شدند. فیلم‌های او با موضوعات عجیب غیرمترقبه، طنز سیاه و تغییر ناگهانی حال و هوا دست و پنجه نرم می‌کنند.
او در خانواده‌ای روشنفکر بزرگ شد. پدربزرگش نویسنده‌ای برجسته بود و پدرش طراح گرافیک. برادرش استاد ادبیات انگلیسی و خودش هم از دوران راهنمایی عاشق سینما شد و تصمیم گرفت که فیلمساز شود. به آکادمی هنر فیلمسازی کره جنوبی رفت و از آنجا فارغ‌التحصیل شد و بعد از ساخت چند فیلم ۱۶ میلی‌متری دانشجویی فیلمسازی را به صورت حرفه‌ای شروع کرد.

## فیلم‌شناسی
| سال  | فیلم                               | فعالیت   | فعالیت    | فعالیت  |
| سال  | فیلم                               | کارگردان | تهیه‌کننده | نویسنده |
| ---- | ---------------------------------- | -------- | --------- | ------- |
| ۱۹۹۷ | مُتل کاکتوس                         | نه       | نه        | آری     |
| ۱۹۹۹ | فانتوم: زیردریایی                  | نه       | نه        | آری     |
| ۲۰۰۰ | سگ‌هایی که پارس می‌کنند گاز نمی‌گیرند | آری      | نه        | آری     |
| ۲۰۰۳ | خاطرات قتل                         | آری      | نه        | آری     |
| ۲۰۰۶ | میزبان                             | آری      | نه        | آری     |
| ۲۰۰۹ | مادر                               | آری      | نه        | آری     |
| ۲۰۱۳ | برف‌شکن                             | آری      | نه        | آری     |
| ۲۰۱۷ | اوکجا                              | آری      | آری       | آری     |
| ۲۰۱۹ | انگل                               | آری      | آری       | آری     |
| ۲۰۲۴ | میکی ۱۷                            | آری      | آری       | آری     |